# تدمير صفد في 1660م
وقع دمار صفد في 1660 م أثناء الصراع الدرزي على السلطة في جبل لبنان، إبانة عهد السلطان العثماني محمد الرابع. حيث دُمرت بلدتي صفد وطبريا القريبة، اللتيا كانتا تضمان جاليات يهودية كبيرة، خلال الاضطرابات. وقد عاد عدد قليل فقط من سكان صفد السابقين إلى المدينة بعد دمارها. يعتبر المؤرخ اليهودي غيرشوم شوليم أن تقارير عام 1662 حول دمار صفد «مبالغ فيها». وبالرغم من تعافى صفد في غضون عدة سنوات، فإن طبريا ظلت مهجورة لعقود.

## خلفية تاريخية
انخفض الدور المركزي لصفد في الحياة اليهودية في الجليل بعد أواخر القرن السادس عشر، عندما كانت مدينة رئيسية يبلغ تعداد سكانها 15,000 يهودي. وبحلول النصف الثاني من القرن السابع عشر كانت صفد لا تزال تضم أغلبية يهودية بنحو 200 «منزل» ونحو 4,000 إلى 5,000 مقيم يهودي، في حين كان هناك حوالي 100 «منزل» يقطنه مسلمون (من عائلات مختلفة) في المدينة. كانت المنطقة تحت سيطرة أمراء الدروز من عائلة معن حتى عام 1660، عندما سعى العثمانيون لاستعادة السيطرة المحلية من خلال إعادة تنظيم سنجقي صفد وصيدا-بيروت في إيالة صيدا المشكلة حديثاً. عقب وفاة الأمير ملحم المعني، اندلع صراع على السلطة في المنطقة بين أبنائه وغيرهم من الحكام الدروز المدعومين من العثمانيين من 1658 إلى 1667. وبالرغم من الانتصار الواضح للأمير أحمد المعني ابن الأمير ملحم بين الدروز، فقد فقدت قبائل معن السيطرة على المنطقة وتراجعت إلى جبال الشوف وكسروان. وفي النصف الثاني من القرن السابع عشر، أصبحت صفد عاصمة للسنجق العثماني الذي يحمل نفس اسمها.

## عام تدمير صفد
يدعي باحثون يهود مثل أدلر وفرانكو ومندلسون أن تدمير صفد حدث وقع في 1660، حيث كتب مندلسون أن يهود صفد «عانوا بشدة» عندما دمر العرب المدينة.
بينما حدد غيرشوم شوليم وقوع الهجوم في 1662، وكتب رابل أنه بحلول 1662 دُمرت كلا من صفد وطبريا وقد عاد عدد قليل فقط من سكان صفد اليهود السابقين إلى المدينة. ويشير منشور صادر عن المجلس العام للجالية اليهودية في فلسطين إلى أن دروز لبنان داهموا ودمروا كلاً من صفد وطبريا في 1662، «وهرب السكان إلى القرى المجاورة وإلى صيدا أو إلى القدس».

## الإدعاءات بوقوع مجزرة
ذكر روزانيس ادعاء «بالدمار التام» للجالية اليهودية في صفد في كتابه «تاريخ اليهود في الدولة التركية». ويؤكد جاكوب دي هاس، في كتابه عن تاريخ فلسطين، على تدمير شبه كامل للجالية اليهودية في صفد، مدعياً أن «مجتمعها تعرض للذبح في 1660، عندما دمر العرب المدينة، حيث تمكن يهودي واحد فقط من الفرار.» ومع ذلك، كتب غيرشوم شوليم أن التقارير عن «الدمار التام» للجالية اليهودية في صفد في هذه الفترة الزمنية «يبدو مبالغ فيها إلى حد كبير وأن الاستنتاجات التي تستند إليها زائفة». كما يشير إلى أن حركة شبتاي تسفي الباطنية، (الدونمة)، كانت نشطة في صفد عام 1665. ويعزو شوليم أيضاً إلى «التاجر الفرنسي دارفيو الذي زار صفد في 1660» تفهماً «للعامل الديني الذي مكّن المجتمع من البقاء» بالاعتقاد «أن المسيح الذي سيولد في الجليل، سيجعل من صفد عاصمة مملكته الجديدة على الأرض» ذكر شوليم أنه كان هناك مجتمع يهودي بالفعل في صفد في 1664-1667.

## المجتمع اليهودي في صفد في السنوات اللاحقة
عاد عدد قليل فقط من سكان صفد السابقين إلى المدينة بعد دمارها. وفي العموم، ظلت الجالية اليهودية متواجدة في المدينة على الرغم من هذه الأحداث، فيقول بارناي «تضاءل الوجود اليهودي في فلسطين كما تقلص الوجود اليهودي في الجليل خلال النصف الثاني من القرن السابع عشر. بينما تواجدت جالية صغيرة في صفد فقط».